# サルバドル・ガルシア
サルバ（Salva）ことサルバドル・ガルシア・プッチ（Salvador García Puig、1961年3月4日 - ）は、スペイン・サント・アドリアー・ダ・バゾス出身の元サッカー選手。ポジションはDF。

## クラブ経歴
カタルーニャ州のサント・アドリアー・ダ・バゾスに生まれ、1982-83シーズンにレアル・サラゴサでプロデビューを果たした。プロ1年目からレギュラーとして活躍し、1984年に育成時代を過ごしたFCバルセロナへと移籍した。しかし、バルセロナでは全く出場機会を得られず、エルクレスCFへのレンタルを経て1989年に退団。同年8月、当時プリメーラ・ディビシオンに在籍していたCDログロニェスに加入した。1年目こそリーグ戦31試合に出場したものの、翌年には22試合、3年目には5試合と徐々に序列が低下し、3年目が終了した1992年に30歳で現役を引退した。

## タイトル
バルセロナ
- コパ・デル・レイ : 1回 (1987-88)
- コパ・デ・ラ・リーガ : 1回 (1986)